# 马耶讷河
马耶讷河（法語：Mayenne，法語發音：[majɛn] ⓘ）位于法国西部，发源于奥恩省普雷昂帕伊和阿朗松之间，最终与萨尔特河汇流形成曼恩河。
马耶讷河畔流经的主要城镇有：马耶讷、拉瓦勒、贡捷堡和昂热。